# Xyloryctes lobicollis
Xyloryctes lobicollis är en skalbaggsart som beskrevs av Bates 1888. Xyloryctes lobicollis ingår i släktet Xyloryctes och familjen Dynastidae. Inga underarter finns listade i Catalogue of Life.